# Comité créé par la résolution 1540
Le Comité 1540 du Conseil de sécurité des Nations unies créé en vertu du paragraphe 4 de la résolution 1540 du Conseil du 28 avril 2004 est officiellement désigné sous le nom de « Comité créé par la résolution 1540 (2004) ».

## Mandat du Comité
Le Comité est un organe subsidiaire du Conseil de sécurité qui l'a créé conformément à l’article 28 du Règlement intérieur provisoire du Conseil de sécurité pour une période ne dépassant pas deux ans.
En faisant appel, le cas échéant, à d’autres compétences, le Comité fait rapport au Conseil de sécurité sur son examen de la mise en œuvre de la résolution 1540 (2004) sur la non-prolifération des armes de destruction massive.
Le Comité reçoit et examine les rapports nationaux des États membres – dont le premier doit être soumis au plus tard six mois après l’adoption de la résolution 1540 (2004) – sur les mesures qu’ils auront prises ou qu’ils envisagent de prendre pour appliquer ladite résolution.
Le Comité peut, s’il y a lieu, décider de prendre des dispositions en vue de coopérer avec l’Agence internationale de l'énergie atomique (AIEA) et l’Organisation pour l'interdiction des armes chimiques (OIAC). S’il le juge utile, il peut également prendre des dispositions pour coopérer avec d’autres organismes internationaux, régionaux et sous-régionaux et des comités du Conseil de sécurité compétents en la matière qui peuvent, à son avis, contribuer à ses travaux.
Le Comité soumet au Conseil de sécurité des rapports périodiques, et, s’il y a lieu, des recommandations, sur l’application de la résolution 1540 (2004).
Sachant que certains États peuvent avoir besoin d’aide pour appliquer les dispositions de la résolution 1540 (2004) sur leur territoire, le Comité continuera d’inviter les États qui sont en mesure de le faire à apporter leur concours, selon qu’il conviendra, aux États qui ne disposent pas de l’infrastructure juridique et réglementaire, de l’expérience pratique ou des ressources nécessaires pour se conformer aux dispositions énoncées ci-dessus, et qui auront expressément demandé cette aide.
Le Comité réaffirme qu’aucune des obligations énoncées dans la résolution 1540 (2004) ne doit être interprétée d’une manière qui soit contraire aux droits et obligations des États parties au Traité sur la non-prolifération des armes nucléaires, à la Convention sur les armes chimiques et à la Convention sur les armes biologiques ou à toxines, ou les modifie, ou qui modifie les responsabilités de l’AIEA et de l’OIAC.

## Composition du Comité
Le Comité est composé de tous les membres du Conseil de sécurité.
Le Président du Comité est nommé par le Conseil de sécurité. Il est secondé par des vice-présidents, également nommés par le Conseil de sécurité.
Le Président préside les séances du Comité. En cas d’empêchement, il désigne un vice-président qui le remplace.
Le secrétariat du Comité est assuré par le Secrétariat de l’Organisation des Nations unies.
Pour s’acquitter de son mandat, le Comité examine et approuve le recrutement d’experts. Les candidatures sont proposées par les États membres de l’Organisation des Nations unies et par le Secrétariat, compte tenu des recommandations des États membres de l’Organisation des Nations unies.

## Séances du Comité
Le Comité se réunit chaque fois que le Président le juge nécessaire, ou à la demande d’un de ses membres. Un préavis d’au moins 48 heures est normalement donné pour toute séance du Comité, sauf décision contraire de ses membres.
Le Comité se réunit à huis clos, sauf s’il en décide autrement.
Le Comité peut inviter tout États Membres de l’Organisation des Nations unies à participer à l’examen de toute question dont il est saisi et qui concerne plus particulièrement les intérêts de cet État Membre.
Le Président peut, s’il y a lieu, inviter des experts du Comité à assister aux séances.
Le Comité peut, s’il y a lieu, inviter des membres du Secrétariat, ou d’autres personnes qu’il juge compétentes, à lui fournir les connaissances spécialisées ou les informations appropriées, ou à l’aider de toute autre manière à examiner les questions qui relèvent de sa compétence.

## Documentation et ordre du jour
En collaboration avec le Secrétariat, le Président fait distribuer un ordre du jour provisoire et les documents y ayant trait au plus tard 48 heures avant une séance du Comité. Il fait également distribuer les autres documents pertinents aux membres du Comité.

## Informations fournies au Comité
Le Comité peut examiner des informations émanant d’organismes visés au paragraphe 2 d) s’il les juge utiles pour ses travaux.
Les informations reçues par le Comité restent confidentielles si leur source le demande ou si le Comité en décide ainsi.

## Rapports
Les rapports soumis par les États membres en vertu du paragraphe 4 de la résolution 1540 (2004) sont distribués comme documents du Conseil de sécurité.

## Décisions
Le Comité prend ses décisions par consensus. Si ses membres ne parviennent pas à un accord sur une question donnée, le Président mène de nouvelles consultations propres à favoriser le consensus. Si, à l’issue de ces consultations, aucun consensus ne se dégage, la question est soumise au Conseil de sécurité pour examen.
Si le Comité est d’accord, les décisions peuvent être prises dans le cadre d’une procédure écrite. Dans ce cas, le Président fait distribuer le projet de décision du Comité à tous ses membres et leur demande de faire savoir, dans les 96 heures ou, en cas d’urgence, dans un délai plus court à déterminer par le Président mais ne pouvant être inférieur à 48 heures, s’ils s’opposent au projet de décision. Si aucune objection n’est exprimée dans les délais indiqués, la décision est considérée comme adoptée.

## Transparence
Le Comité s’acquitte de sa tâche dans la plus grande transparence.
En concertation avec le Comité, le Président et, le cas échéant, les Vice-Présidents organisent régulièrement des séances d’information périodiques à l’intention des États Membres intéressés, des organismes internationaux compétents et des médias afin d’expliquer les travaux du Comité.
Le Comité publie, s’il y a lieu, des communiqués de presse sur ses activités.